# Yashar Mammadzadestadion
Het Yashar Mammadzadestadion is een voetbalstadion in de Azerbeidzjaanse stad Mingəçevir. In het stadion speelt FK Energetik Mingachevir haar thuiswedstrijden.